# 1 век пр.н.е.

## Събития
- Римската република става Римска империя
- В Римската империя се градят водопроводи
- 100 г. пр.н.е. – поява на камили в Сахара.
- 92 г. пр.н.е. – сключен е първият договор между Рим и Партия
- 71 пр.н.е. – потушаване на Въстанието на Спартак
- 71 пр.н.е. – Несебър (в България) става част на Римската република
- 63 г. пр.н.е. – Заговор на Катилина
- 53 г. пр.н.е. – Битка при Кара, победа на партите над римляните
- 42 г. пр.н.е. – Битка при Филипи между силите на Марк Антоний и Октавиан Август срещу войската, водена от убийците на Юлий Цезар, Брут и Касий. Силите на триумвирата побеждават.
- 4 г. пр.н.е. – умира Ирод Велики
- 4 г. пр.н.е. (оспорвана) – ражда се Исус Христос

## Личности
- Спартак, † 71 г. пр.н.е., водач на робско въстание
- Гай Юлий Цезар, роден през 100 г. пр.н.е. и убит на 15 март 44 г. пр.н.е.
- Марк Антоний, (* 14 януари 83 пр.н.е. или 86 пр.н.е.; † 1 август 30 пр.н.е.), римски военачалник и политик
- Август, (* 23 септември 63 пр.н.е.; † 19 август 14 г.), първият римски император
- Марк Випсаний Агрипа, (* ок. 63 пр.н.е.; † март 12 пр.н.е.), римски държавник и военачалник
- Клеопатра VII, египетска кралица
- Гай Касий Лонгин, убит през октомври 42 пр.н.е.
- Марк Теренций Варон, починал през 27 пр.н.е.
- Исус Христос, роден през 4 г. пр.н.е.

## Изобретения, открития
- ок. 98 пр.н.е.: Римляните откриват отоплението с топъл въздух
- от ок. 90 пр.н.е.: в Рим ножът се слага на масата като прибор за ядене
- Луций Лициний Лукул донася ок. 70 пр.н.е. черешата от Мала Азия в Европа